# Cambiamo!
Cambiamo! (del italiano, ¡Cambiemos!) fue un partido político de centroderecha en Italia, lanzado en agosto de 2019. Su líder fue Giovanni Toti, presidente de la región de Liguria y exmiembro destacado de Forza Italia. En 2022 se unió a Identidad y Acción para dar vida a Italia en el Centro.

## Historia
En junio de 2019, tras las elecciones al Parlamento Europeo, Silvio Berlusconi nombró a Giovanni Toti y Mara Carfagna coordinadores nacionales de Forza Italia (FI), con el objetivo de reformar y relanzar el partido. Sin embargo, después de unas semanas, Toti abandonó el partido en oposición a Berlusconi, que no había respaldado la propuesta de Toti de elecciones primarias abiertas, y lanzó "Cambiamo!". Las razones de la división fueron, según Toti, la falta de democracia interna de FI y la falta de claridad sobre la alianza con la Liga y los Hermanos de Italia (FdI) a nivel país, que definitivamente apoyó.
En septiembre, cuatro diputados (Stefano Benigni, Manuela Gagliardi, Claudio Pedrazzini y Alessandro Sorte) dejaron oficialmente FI para unirse a Cambiamo!. Junto con un quinto diputado que había dejado FI (Giorgio Silli), cambiaron el nombre del subgrupo "Sueño Italia - 10 Veces Mejor" dentro del Grupo mixto como "Cambiamo! - 10 Veces Mejor". Además, cuatro senadores (Massimo Vittorio Berruti, Gaetano Quagliariello, Paolo Romani y Luigi Vitali), así como varios consejeros regionales de Lombardía (incluido el hijo de Romani) y Lacio han anunciado que harían lo mismo.

## Resultados electorales

### Consejos Regionales
| Región        | Año electoral | Votos         | %     | Escaños | +/–   |
| ------------- | ------------- | ------------- | ----- | ------- | ----- |
| Liguria       | 2020          | 141-552 (1.º) | 22.60 | 9/31    | Nuevo |
| Toscana       | 2020          | 16.830 (11.º) | 1,04  | 0/37    | –     |
| Emilia-Romaña | 2020          | 6.341         | 0,29  | 0/50    | –     |

1. ↑  En una lista conjunta con El Pueblo de la Familia.

## Liderazgo
- Presidente: Giovanni Toti (2019–presente)